# Nicola Riganti
Nicola Riganti (né le 24 mars 1744 à Molfetta, dans l'actuelle province de Bari, dans la région des Pouilles, alors dans le royaume de Naples et mort le 31 août 1822 à Rome) est un cardinal italien du XIXe siècle.

## Biographie
Ordonné prêtre en 1768, Nicola Riganti est créé cardinal par le pape Pie VII lors du consistoire du 8 mars 1816. Le même jour, il est nommé évêque d'Ancône et de Numana.

## Succession apostolique
Nicola Riganti a ordonné les évêques suivants :
- Archevêque Francesco Pichi (1818)